# Diseases of the Colon and Rectum
Diseases of the Colon & Rectum, abgekürzt Dis. Colon Rectum, ist eine wissenschaftliche Fachzeitschrift, die vom Lippincott Williams&Wilkins-Verlag im Auftrag der American Society of Colon and Rectal Surgeons veröffentlicht wird. Die Zeitschrift erscheint mit zwölf Ausgaben im Jahr. Es werden Arbeiten veröffentlicht, die sich mit chirurgischen Fragestellungen zu Erkrankungen von Darm und Rektum beschäftigen.
Der Impact Factor lag im Jahr 2014 bei 3,749. Nach der Statistik des ISI Web of Knowledge wird das Journal mit diesem Impact Factor in der Kategorie Chirurgie an 18. Stelle von 198 Zeitschriften und in der Kategorie Gastroenterologie und Hepatologie an 22. Stelle von 76 Zeitschriften geführt.